# Prionyx persicus
Prionyx persicus är en biart som först beskrevs av Alexander Mocsáry 1883.  Prionyx persicus ingår i släktet Prionyx och familjen grävsteklar. Inga underarter finns listade i Catalogue of Life.